# الشامانية في سيبيريا

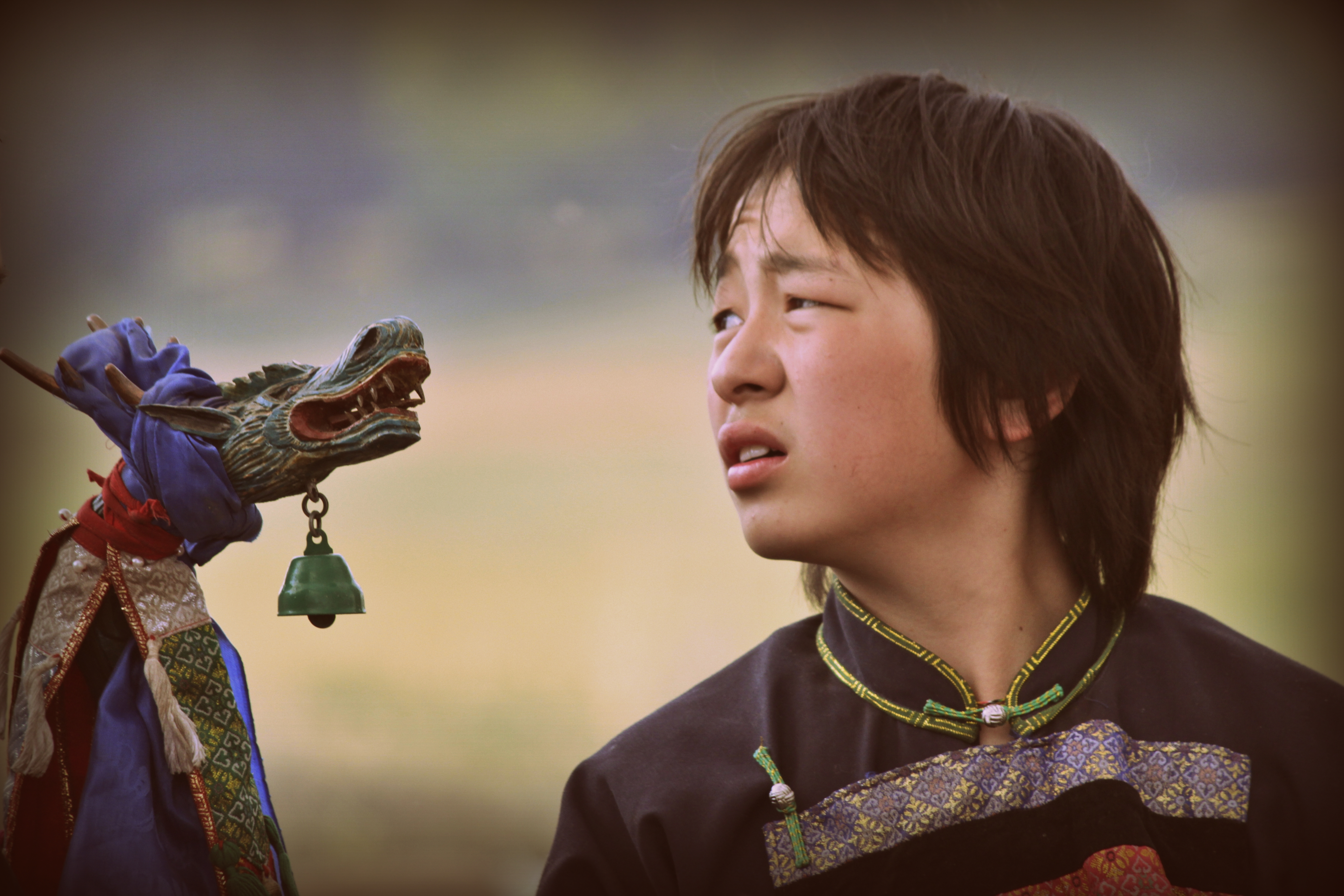

هناك أقلية كبيرة من البشر في شمال آسيا، ولا سيما في سيبيريا، يتبعون الممارسات الدينية والثقافية للشامانية. بعض الباحثين يعتبرون سيبيريا معقل الشامانية.
يتكون شعب سيبيريا من مجموعة متنوعة من المجموعات العرقية، ولا يزال العديد منهم يتابعون الممارسات الشامانية في العصر الحديث. سجل العديد من علماء الإثنوغرافيا الكلاسيكية مصادر فكرة «الشامانية» بين شعوب سيبيريا.

## رحلة روح
جرت رحلات روح الشامان لسيبيريا (لإعادة أحلامهم حيث أنقذوا روح العميل) في -على سبيل المثال- أوروت، وألتاي، وناناسان للقيام بجلسات معالجة واستحضار أرواح.

## الأغاني والموسيقى
كما ذُكر أعلاه، تُظهر الممارسة الشامانية تنوعًا كبيرًا، حتى لو كانت مقتصرة على سيبيريا. في بعض الثقافات، تقلد الموسيقى أو الأغنية المتعلقة بالممارسة الشامانية الأصوات الطبيعية، وأحيانًا مع المحاكاة الصوتية.
وهذا ينطبق على ممارسات النويدي بين مجموعات سامي (اللابيون). على الرغم من أن الشعب السامي يعيش خارج سيبيريا، إلا أن العديد من معتقداتهم الشامانية وممارستهم لها ميزات هامة مشتركة مع بعض الثقافات السيبيرية. تُغنّى أصوات السامي على طقوس الشامانية. في الآونة الأخيرة، تُغنى موسيقى اليويكس بأسلوبين مختلفين: أحدهما يُغنى فقط من قبل الشباب؛ قد يكون النمط التقليدي هو الآخر، نمط «التمتمة»، الذي يشبه التعويذات السحرية. يمكن شرح العديد من الخصائص المثيرة للدهشة في اليويكس من خلال مقارنة المُثُل الموسيقية، كما هو موضح في اليويكس ومقارنتها بالمثل العليا للموسيقى في الثقافات الأخرى. يتعمد بعض اليويكس تقليد الأصوات الطبيعية. هذا يمكن أن يقارن مع بيل كانتو، الذي يعتزم استغلال أعضاء الكلام البشري لأعلى مستوى لتحقيق صوت «جبار» تقريبًا.
العزم على محاكاة الأصوات الطبيعية موجودة في بعض ثقافات سيبيريا أيضًا: يمكن أن يكون الغناء بنغمة توافقية، وكذلك الأغاني الشامانية لبعض الثقافات، كأمثلة على ذلك.
- في أغنية سويوت الشامانية، تُقلد أصوات الطير والذئب لتمثيل مساعدة أرواح الشامان.[10]
- كانت جلسات استحضار ناناسان الشامانية مصحوبة بنساء يقلدن أصوات عجل الرنة، (يعتقد أنها توفر الخصوبة لهؤلاء النساء). في عام 1931، لاحظ أ. بوبوف أن ناناسان الشاماني ديوكاد كوستركن يقلد صوت الدب القطبي: كان يعتقد أن الشامان قد تحول إلى دب قطبي.[11][12]

لا تقتصر المحاكاة الصوتية على الثقافات السيبيرية ولا ترتبط بالضرورة بالمعتقدات أو الممارسات الشامانية. انظر، على سبيل المثال، غناء الإنويت، لعبة تلعبها النساء، ومثال على موسيقى الإنويت التي تستخدم الغناء بنغمة توافقية، وفي بعض الحالات، تقليد الأصوات الطبيعية (معظمها أصوات الحيوانات، مثل الإوز). يخدم تقليد أصوات الحيوانات أيضًا أسباب عملية مثل إغراء الحيوانات في الصيد.

## مجمعة حسب العلاقة اللغوية

### الأورالية
ثبت أن لغات الأورال تشكل وحدة الأنساب، وهي عائلة لغوية. ليس كل متحدثي هذه اللغات يعيشون في سيبيريا أو ديانات الشامانية. أكبر التجمعات السكانية، الهنغاريين والفنلنديين، يعيشون خارج سيبيريا ومعظمهم مسيحيون. أبقى الشعب السامي الممارسات الشامانية على قيد الحياة لفترة طويلة. يعيشون في أوروبا، لكنهم مارسوا الشامانية حتى القرن الثامن عشر. معظم الآخرين (على سبيل المثال المجرية، والفنلندية، وماري) لديهم فقط عناصر متبقية من الشامانية. الغالبية تعيش خارج سيبيريا. اعتاد بعضهم العيش في سيبيريا، لكنهم هاجروا إلى مواقعهم الحالية منذ ذلك الحين. الموقع الأصلي لشعوب الأورال (ومداها) هو موضع نقاش. توحي اعتبارات الجغرافية النباتية واللغوية مجتمعة (توزيع أنواع الأشجار المختلفة ووجود أسمائها في لغات الأورال المختلفة) بأن هذه المنطقة كانت تقع في مكان ما بين نهري كاما وفياتكا على الجانب الغربي من جبال الأورال.